# 야마나시 현립 미술관
야마나시 현립 미술관(山梨県立美術館 야마나시켄리쓰비주쓰칸[*])은 일본 야마나시현 고후시에 있는 미술관이다.